# 同一説
同一説（どういつせつ、英: Identity theory）は、心身問題に関する立場の一つで、心の状態や思考プロセスとは、脳の状態やプロセスそのもののことだ、という考え方のこと（英語圏では一般に "Mind is Brain" といった形で、be動詞を強調することによって同一説の持つ考えを提示する）。心脳同一説とも呼ばれる。心の哲学という分野において、物理主義（物的一元論）の一種として、二元論一般と対立する文脈で語られる。

## 関連文献
日本語のオープンアクセス文献
- 米沢克夫「科学的唯物論と意識:心脳同一説の検討」『科学基礎論研究』第12巻第2号、科学基礎論学会、1975年、71-78頁、doi:10.4288/kisoron1954.12.71、ISSN 0022-7668、NAID 130001433632。
- 鈴木登「クリプキの同一説批判」『哲学』第1984巻第34号、日本哲学会、1984年、173-183頁、doi:10.11439/philosophy1952.1984.173、ISSN 0387-3358、NAID 130003661145。
- 田所重紀「「空脳論」序説 : 新しいタイプ同一説の試み」『哲学・科学史論叢』第17号、東京大学教養学部哲学・科学史部会、2015年1月、17-39頁、doi:10.15083/00035844、ISSN 13446185、NAID 120005539363。